# Wolfgang Pickert
Wolfgang Pickert (* 3. Februar 1897 in Posen; † 19. Juli 1984 in Weinheim) war ein Offizier, zuletzt General der Flakartillerie der deutschen Luftwaffe im Zweiten Weltkrieg.

## Leben
Beförderungen
- 27. Januar 1915 Gefreiter
- 22. März 1915 Unteroffizier
- 12. Mai 1916 Vizewachtmeister
- 7. Oktober 1916 Leutnant der Reserve
- 31. Juli 1925 Oberleutnant
- 1. Februar 1931 Hauptmann
- 1. Januar 1936 Major
- 1. Dezember 1938 Oberstleutnant
- 1. Juni 1940 Oberst
- 1. Oktober 1942 Generalmajor
- 1. November 1943 Generalleutnant
- 1. März 1945 General der Flakartillerie

Pickert war der Sohn eines protestantischen Pfarrers. Er trat mit Ausbruch des Ersten Weltkrieges am 2. August 1914 als Freiwilliger dem 1. Masurischen Feldartillerie-Regiment Nr. 73 bei, wo er zunächst bis zum 3. Januar 1916 verblieb. Am 4. Januar 1916 wurde er als Unteroffizier zum Feldartillerie-Regiment Nr. 93 versetzt, wo er bis zum 17. Dezember 1916 als Reserve-Offiziersaspirant diente. Vom März bis zum 20. April 1916 besuchte er die Feldartillerieschule Jüterbog und kehrte anschließend zu seinem Regiment zurück, wo er vom 18. Dezember 1916 bis Ende August 1917 als Beobachtungsoffizier beim Stab der II. Abteilung und vom 27. Mai bis zum 19. Juni 1917 als Ordonnanzoffizier im Regimentsstab diente. Am 1. September 1917 wurde er Adjutant der II. Abteilung und kehrte am 22. Juni 1918 als Batterieoffizier zum Feldartillerie-Regiment Nr. 73 zurück. Hier verblieb er über das Kriegsende hinaus, kehrte in die Garnison nach Allenstein zurück und wurde nach der Demobilisierung und Auflösung seines Regiments in die Vorläufige Reichswehr übernommen.
Im Juli 1919 zunächst dem Reichswehr-Feldartillerie-Regiment 1 zugeteilt, kam Pickert am 15. November 1920 in das Artillerie-Regiment 1, wo er als Batterieoffizier und als Abteilungsadjutant fungierte. Im Oktober 1924 begann Pickert eine Führergehilfenausbildung beim Stab der 1. Division, die er Ende September 1926 abschloss. Anschließend kehrte er zum 1. (Preußisches) Artillerie-Regiment zurück und wurde dort in den Regimentsstab berufen. Am 1. Februar 1931 wurde er Batteriechef und blieb dies bis Ende September 1934. Anschließend war er als Lehrer an der Flakartillerieschule in Döberitz bzw. später in Wustrow/Rerik tätig.
Am 1. Oktober 1935 trat Pickert zur Luftwaffe über, wo er zunächst bis Ende September 1937 als Referent bei der Inspektion der Flakartillerie im Reichsluftfahrtministerium (RLM) Verwendung fand. Am 1. Oktober 1937 wurde er zum Abteilungskommandeur im Flak-Regiment 49 ernannt. Am 1. Juli 1938 surde er Chef des Stabes des Luftgau-Kommandos XIII in Nürnberg. Von dort wechselte er am 25. Oktober 1939 in den Stab des Luftverteidigungskommandos 4 nach Düsseldorf. Ab 15. Mai 1940 fungierte Pickert bis zum 30. September 1940 als Chef des Generalstabs des I. Flak-Korps. Am 1. Oktober 1940 wurde er zum Chef des Generalstabs des Luftwaffenbefehlshabers Mitte ernannt. Anschließend wurde er am 25. Juni 1942 Kommandeur der 9. Flak-Division. Diese wurde in der Schlacht um Stalingrad zerschlagen, wo sie unter anderem am Flugplatz Pitomnik eingesetzt war. Am 15. Januar 1943 wurde Pickert zu einem Lagevortrag aus Stalingrad ausgeflogen, konnte jedoch aufgrund der Erdlage am Folgetag nicht mehr zu seiner Division zurückkehren.
Nach der Zerschlagung seiner Division wurde Pickert mit der Aufstellung einer neuen 9. Flak-Division beauftragt, die er dann vom Kuban-Brückenkopf über die Krim nach Rumänien führte. Am 27. Mai 1944 gab er das Divisionskommando an Adolf Pirmann ab und wurde am 28. Mai 1944 Kommandierender General des III. Flak-Korps, das er an der Westfront bis zum 19. März 1945 führte. Am 20. März 1945 wurde Pickert zum General der Flakwaffe beim Oberbefehlshaber der Luftwaffe im OKL ernannt. Am 8. Mai 1945 kam er in US-amerikanische Kriegsgefangenschaft und wurde Anfang Januar 1948 entlassen.
Sein jüngerer Bruder war der deutsche Anthroposoph und Pädagoge Siegfried Pickert, der auch als Mitbegründer der anthroposophischen Heilpädagogik bekannt wurde. 

## Auszeichnungen
- Eisernes Kreuz (1914) II. und I. Klasse[2]
- Verwundetenabzeichen (1918) in Schwarz[2]
- Baltenkreuz II. und I. Klasse
- Ehrenkreuz des Weltkrieges mit Schwertern
- Spange zum Eisernen Kreuz II. und I. Klasse
- Flak-Kampfabzeichen am 19. August 1942
- Deutsches Kreuz in Gold am 7. Dezember 1942[3]
- Ritterkreuz des Eisernen Kreuzes mit Eichenlaub[3]
  - Ritterkreuz am 11. Januar 1943
  - Eichenlaub am 5. Juni 1944 (489. Verleihung)
- Zweifache Nennung im Wehrmachtbericht am 20. April 1944 sowie am 8. Mai 1944